# Alma Tell
Pour les articles homonymes, voir Tell.
Alma Tell est une actrice américaine du cinéma muet, née à New York (État de New York), le 27 mars 1898, et morte à Los Angeles (Californie), le 29 décembre 1937. 

## Biographie

### Débuts
Alma Tell a commencé sa carrière au cinéma  en 1915, celle-ci s'étant arrêtée aux débuts du parlant dans les années 1930.
Tell est née à New York en 1898, la sœur cadette de l'actrice Olive Tell (1895-1951). Elle a commencé en tant qu'actrice sur les scènes de New York avant de faire ses débuts à l'écran dans le drame réalisé par Edward José Simon, the Jester, sorti en septembre 1915. La carrière de Tell n'a jamais rivalisé avec celle de sa sœur aînée, et elle était le plus souvent reléguée dans les films comme second rôle. 
Tout au long des années 1920, Tell est apparue en face d'actrices du muet comme Mae Murray, Corinne Griffith et Madge Kennedy et obtint un premier rôle en 1923 dans The Silent Command, un film réalisé par J. Gordon Edwards, aux côtés d'Edmund Lowe, Martha Mansfield et Béla Lugosi.

### Vie privée
Alma Tell était mariée à l'acteur Stanley Blystone. Elle a fait sa dernière apparition dans le drame de 1934, Images de la vie, dirigé par John M. Stahl,  qui mettait en vedette Claudette Colbert. Elle est morte en 1937 et a été enterrée au Valhalla Memorial Park Cemetery, à North Hollywood, en Californie.

## Filmographie
- 1915 : Simon, the Jester d'Edward José : Eleanor Faversham
- 1916 : The Smugglers de Sidney Olcott : Mrs. Watts
- 1917 : Presque mariés (Nearly Married ) de Chester Withey : Gertrude Robinson
- 1920 : Le Loup de dentelle (en) (On with the Dance) de George Fitzmaurice : Lady Tremelyn
- 1920 : L'Homme qui assassina (en) (The Right to Love) de George Fitzmaurice : Lady Edith
- 1921 : Paying the Piper de George Fitzmaurice : Marcia Marillo
- 1921 : Le Triomphe du rail (The Iron Trail) de Roy William Neill : Eliza Appleton
- 1922 : La Rose de Broadway (Broadway Rose) de Robert Z. Leonard : Barbara Royce
- 1923 : Sa Patrie (The Silent Command) de J. Gordon Edwards : Mrs. Richard Decatur
- 1928 : San Francisco Nights de R. William Neill : Ruth
- 1929 : Saturday's Children de Gregory La Cava : Florrie
- 1930 : Quand l'amour appelle (Love Comes Along) de Rupert Julian : Carlotta
- 1934 : Images de la vie (Imitation of Life) de John M. Stahl : Mrs. Craven